# Marie Calm
Marie Calm (Bad Arolsen, Waldeck, 3 d'abril de 1832 - Kassel, Imperi Alemany, 22 de febrer de 1887) va ser una escriptora, feminista i defensora del sufragi femení alemanya.
Calm es va interessar aviat per una carrera com a educadora. El 1853 va acceptar un lloc com a mestra a Anglaterra, i el 1858 un lloc a Rússia. Va dirigir un seminari per a noies indigents a Cassel i va participar en la creació de l'Associació de Mestres Alemanys. Va ser un dels membres originals de l'Allgemeine Deutsche Frauenverein. A més, va participar en l'organització del Casseler Frauenbildungsverein, que aviat va obrir una escola tècnica per a la formació de dones en economia domèstica. La intenció d'aquesta darrera organització era oferir més oportunitats educatives a les dones i, per tant, més oportunitats vocacionals, però en aquell moment es limitava a activitats femenines reconegudes convencionalment.
Més enllà dels seus llibres sobre economia domèstica, Calm va ser també l'autora de diferents obres, com el llibre de poemes Bilder und Klänge (1871), Weibliches Wirken in Küche, Wohnzimmer, und Salon (1874), les novel·les Leo (1876) i Wilde Blumen (1880), Ein Blick ins Leben (1877), Echter Adel (1883) ó Bella's Blaubuch (1883).